# Salvifici doloris
Salvifici doloris – list apostolski Jana Pawła II o chrześcijańskim sensie ludzkiego cierpienia, wydany 11 lutego 1984, w dniu liturgicznego wspomnienia Matki Bożej z Lourdes, w szóstym roku pontyfikatu. Kontekstem napisania tego listu był przeżywany w Kościele jubileuszowy Rok Odkupienia. Jest to pierwszy i jak dotąd jedyny dokument kościelny, który całościowo podejmuje zagadnienie cierpienia ludzkiego. W ścisłej łączności z nim, rok później – 11 lutego 1985 – papież opublikował List apostolski Dolentium hominum, ustanawiając Papieską Komisję Duszpasterstwa Pracowników Służby Zdrowia, której celem jest rozszerzanie i udoskonalanie opieki nad chorymi.

## Struktura listu
List składa się z 31 punktów, rozłożonych w ośmiu rozdziałach: I. Wstęp (1-4); II. Świat ludzkiego cierpienia (5-8); III. W poszukiwaniu odpowiedzi na pytanie o sens cierpienia (9-13); IV. Jezus Chrystus: cierpienie przezwyciężone miłością (14-18); V. Uczestnicy cierpień Chrystusa (19-24); VI. Ewangelia cierpienia (25-27); VII. Miłosierny Samarytanin (28-30); VIII. Zakończenie (31).

## Synteza myśli filozoficznej
W przekonaniu Jana Pawła II cierpienie jest faktem nierozdzielnym od ziemskiej egzystencji człowieka: wydaje się "współ-istotne" z człowiekiem i jest jednym ze sposobów wejścia w głębię własną człowieka. Ideą przewodnią autora jest stwierdzenie, że człowiek "cierpi", nie w sposób pasywny, lecz pełen świadomej i wolnej aktywności, z możliwością przyjęcia cierpienia albo jego odrzucenia. W cierpieniu człowiek działa jako "osoba ludzka", przyjmując je, czyni je w pełni własnym doświadczeniem (czynem ludzkim) i staje się "podmiotem" tego nieszczęścia, które przydarzyło mu się w życiu. Poprzez pryzmat "czynu" cierpienia papież patrzy na "osobę" cierpiącą: czyn objawia osobę, cierpienie wskazuje na wewnętrzną wartość człowieka (osoby ludzkiej), ono jest odbiciem transcendencji człowieka. Nietrudno zauważyć, że Jan Paweł II zamierza zrekonstruować cierpiącego człowieka "od wewnątrz", w samych korzeniach jego człowieczeństwa i objawić mu powołanie do tego, by stać się podmiotem cierpienia.

## Synteza myśli teologicznej
W liście apostolskim u podstaw całego świata cierpień pojawia się pytanie: Cur? – dlaczego jest cierpienie ludzkie? Z tym należy zestawić pytanie drugie: Cur Deus homo? – dlaczego Bóg stał się człowiekiem? Autor Salvifici doloris zestawia najpierw cierpienie ludzkie ze złem i grzechem, by ostatecznie odczytać je w wymiarze Odkupienia, przez "Czyn" Boga, którym jest Jezus Chrystus (por. J 3, 16). W Nim cierpienie zostało przezwyciężone miłością Boga Trójjedynego, czyli przeżyło swoją nobilitację - zostało odkupione, wyzwolone z bezsensu. "Odkupiające" (zbawcze) cierpienie Jezusa Chrystusa sprawiło, iż cierpienie ludzkie stało się "odkupione", zyskało swój twórczy sens i wymiar: wydaje ono owoce zbawcze, a jego wyniszczająca moc schodzi na plan dalszy.

## Synteza myśli moralnej
Już w wymiarze antropologicznym cierpienia autor Salvifici doloris mówi o wezwaniu moralnym (powołaniu): cierpienie należące do transcendencji człowieka jest tym jego doświadczeniem, w którym zostaje on "w tajemniczy sposób wezwany", ażeby przerastał samego siebie. Jest to wezwanie do dojrzewania duchowego, do stawania się kimś "więcej", aniżeli się jest w boleściach. Nasila się ono ewidentnie na poziomie etosu paschalnego: w miarę jak człowiek "bierze swój krzyż" (w odpowiedzi na Chrystusowe wezwanie), łącząc się duchowo z krzyżem Chrystusa, odsłania się przed nim zbawczy sens cierpienia. I nie jest ważne dla Jana Pawła II, że ktoś cierpi, ale "jak" cierpi, czyli ujawnia moralną wielkość człowieka: uczestniczy w cierpieniach Chrystusa (por. Kol 1, 24) i tak zapewnia sobie udział w Jego zmartwychwstaniu. Ujawnienie zbawczego sensu cierpienia ludzkiego nie zmienia faktu, iż cierpienie jest złem, któremu należy się przeciwstawiać, choćby przez rozwój medycyny itp. Z dobra natomiast zbawczego cierpienia, gdy medycyna zawodzi, i nie tylko wtedy, wynikają dwa imperatywy moralne: "Czyń dobro cierpieniem" i "Czyń dobro cierpiącym"! Ewangelia cierpienia, którą papież przypomina w Salvifici doloris nie toleruje bierności w cierpieniu i wobec cierpienia. Paradoksalnie jest w niej wezwanie do przeciwstawienia się złu cierpienia, a z drugiej strony odkrycia w nim (w środku ludzkiej słabości) źródła mocy Bożej.